# NGC 5756
NGC 5756 ist eine Balkenspiralgalaxie mit ausgeprägten Emissionslinien vom Hubble-Typ SBbc im Sternbild Waage und etwa 94 Millionen Lichtjahre von der Milchstraße entfernt. 
Sie wurde am 5. Juni 1836 von John Herschel mit einem 18-Zoll-Spiegelteleskop entdeckt,  der dabei „pB, pmE, gpmbM, 80 arcseconds“ notierte.